# Robert Zoller
Pour les articles homonymes, voir Zoller.
Robert Zoller, né le 9 avril 1961 à Mühlbach am Hochkönig, est un skieur alpin autrichien.

## Palmarès

### Championnats du monde
| Édition / Épreuve    | Descente | Slalom géant | Slalom | Combiné |
| -------------------- | -------- | ------------ | ------ | ------- |
| Mondiaux 1985 Bormio | —        | —            | Bronze | —       |

### Coupe du monde
- Meilleur résultat au classement général : 31e en 1984
  - 1 victoire : 1 slalom

#### Saison par saison
- Coupe du monde 1984 :
  - Classement général : 31e
    - 1 victoire en slalom : Vail
- Coupe du monde 1985 :
  - Classement général : 40e
- Coupe du monde 1986 :
  - Classement général : 58e

### Arlberg-Kandahar
- Meilleur résultat : 19e place dans le super-G 1984 à Garmisch